# Мери Макниър
Мери Макниър (на английски: Mary McNear) е американска писателка на произведения в жанра любовен роман.

## Биография и творчество
Мери Макниър е родена в Чикаго, Илинойс, САЩ.
Първият ѝ роман „Да се завърнеш на езерото Бътърнът“ от поредицата „Езерото Бътърнът“ е издаден през 2014 г. Идеята за поредицата ѝ е на основата на прекараните летни почивки във фамилната хижа в малък град и езеро в северозападен Уисконсин, чиято обстановка обединява отделните книги. В историята на първия роман, главната героиня Али Бекет, две години след смъртта на съпруга си, се връща със сина си в малката семейна вила край езерото Бътърнът. Там тя се среща с дружелюбната собственичка на местното кафене – Каролайн, многодетната ѝ приятелка от детинство Джакс, и неочаквания тайнствен и необщителен нов съсед Уокър Форд. В привидното си усамотение тя трябва да се опита да намери ново начало на живота си.
В историията на вторият ѝ роман „Лято в сърцето“, главната героиня Карълайн живее спокойно край езерото Бътърнът докато не се появява бившият ѝ съпруг Джак в кафенето ѝ, твърдейки, че се е променил през изминалите 18 години. Същевременно дъщеря им Дейзи преживява първата си истинска любов с приятеля си Уил. Но краят на лятото наближава и това ще ги раздели отново. Романът става бестселър и я прави известна.
Мери Макниър живее със семейството си в Сан Франциско.

## Произведения

### Поредица „Езерото Бътърнът“ (Butternut Lake)
1. Up At Butternut Lake (2014)[1][2][3]
Да се завърнеш на езерото Бътърнът, изд.: ИК „ЕРА“, София (2015), прев. Юлия Чернева
2. Butternut Summer (2014)
Лято в сърцето, изд.: ИК „ЕРА“, София (2015), прев. Емилия Карастойчева
3. Moonlight on Butternut Lake (2015)
4. The Space Between Sisters (2016)
5. The Light In Summer (2017)
6. The Secrets We Carried (2018)

- The Night Before Christmas (2014) – новела